# La fuga (película de 1937)
La fuga es una película argentina en blanco y negro dirigida por Luis Saslavsky sobre un guion de Miguel Mileo y Alfredo G. Volpe cuyos protagonistas principales fueron Santiago Arrieta, Tita Merello, Francisco Petrone, Niní Gambier y María Santos. El filme fue estrenado el 28 de julio de 1937 y es una historia romántica entrelazada en una trama policial. 
En una encuesta de las 100 mejores películas del cine argentino llevada a cabo por el Museo del Cine Pablo Ducrós Hicken en el año 2000, la película alcanzó el puesto 32.

## Sinopsis
Daniel, un contrabandista mujeriego (Santiago Arrieta) es perseguido por un policía encarnado por Francisco Petrone. En su escape le ayudan los mensajes que su amante (Tita Merello) le transmite en clave por medio de los tangos que canta en un programa radiofónico. Para esconderse se hace pasar por maestro en una pequeña localidad entrerriana y para cuando lo descubre la policía ya ha encarado una nueva vida. 

## Reparto
- Santiago Arrieta ... Daniel Benítez
- Tita Merello ... Cora Moreno
- Francisco Petrone ... Robles
- Niní Gambier ... Rosita
- María Santos ... María Luisa
- Amelia Bence ... Sara
- Cayetano Biondo ... Traspunte
- Homero Cárpena ... Don Onofrio
- Sebastián Chiola ... Puentecito
- Augusto Codecá ... Sr. Pallejac
- Carlos Fioriti ... Cachito
- Mecha López ... Anita
- Miguel Mileo
- Juan José Piñeiro ... Animador
- Rosa Rosen ... Lidia Báez
- George Urban

## Críticas
El crítico Domingo Di Núbila escribió que “el director filmó con preocupación por el cuadro y puso su cultura e inquietudes al servicio de una buena historia insuficientemente trabajada en el aspecto psicológico y con desniveles en calidad humorística y diálogos…contribuyó a despertar interés por el cine argentino en algunos círculos sofisticados. En la interpretación sobresalieron Arrieta, Tita Merello, Petrone y, en su personaje farsesco a la René Clair, Augusto Codecá.”
Para la crítica del diario ‘’La Prensa’’ el filme presentaba: “un argumento interesante, limpio y… edificante. Un encuadre excelente, una continuidad notable dentro del cinematógrafo argentino” para la revista ‘’Cinegraf’’ era una “Admirable expresión… Una victoria de artista culto en un campo donde no los hay” El crítico Calki opinó “…todo está bien hecho…Saslavsky maneja con gran seguridad los primeros planos como las escenas de masa.”
La película contiene algunas perlitas como la escena en la que aparece el personaje de Amelia Bence. Cuando María Santos la ve y saluda en vez de llamarla Sara la llama en dos ocasiones Elena.

## Nueva versión
En 1949 Tito Davison filmó en México una nueva versión de esta película, que se llamó Medianoche, protagonizada por Arturo de Córdova, Elsa Aguirre, Marga López, Carlos López Moctezuma y José Elías Moreno.